# Ґрудзянка
Ґрудзянка (пол. Grudzianka, нім. Schleife) — село в Польщі, у гміні Львувек Новотомиського повіту Великопольського воєводства.
У 1975-1998 роках село належало до Познанського воєводства.